# Kalvtjärnen (Säfsnäs socken, Dalarna, 665981-143435)
Kalvtjärnen är en sjö i Ludvika kommun i Dalarna och ingår i Göta älvs huvudavrinningsområde.